# Papabile
Papabile (số ít: Papabili) là một thuật ngữ không chính thức của Ý được đặt ra bởi các nhà nghiên cứu về Vatican và hiện nay được sử dụng trong nhiều ngôn ngữ để mô tả một người Công giáo La Mã, thực tế luôn là hồng y, được cho là ứng cử viên có khả năng được bầu làm giáo hoàng. Một bản dịch tiếng Anh chữ nghĩa sẽ là "pop(e)able" hoặc "able to be pope". Ở Ý, thuật ngữ đã trở nên rất phổ biến và người ta còn sử dụng nó cho nhiều tình huống khác.
Trong một số trường hợp, các hồng y sẽ chọn một ứng cử viên cố định. Các hồng y papabili đã được bầu làm giáo hoàng là Giáo hoàng Piô XII, Giáo hoàng Phaolô VI, Giáo hoàng Gioan Phaolô I và Giáo hoàng Biển Đức XVI). Tuy nhiên, đôi khi Mật nghị Hồng y sẽ chọn một ứng viên mà không nằm trong hầu hết các nhận định từ bên ngoài. Trong các mật nghị gần đây có những người được bầu làm giáo hoàng mặc dù không được coi là papabili, bao gồm Giáo hoàng Gioan XXIII, Giáo hoàng Gioan Phaolô II và Giáo hoàng Phanxicô. Có một câu nói phổ biến từ các nhà nghiên cứu Vatican: "Vị nào đi vào cuộc Mật nghị giống như một giáo hoàng thì khi ra vẫn là một hồng y". Đây cũng là một câu tục ngữ phổ biến ở Ý, đặc biệt là ở người cao tuổi.
Trong tiếng Ý, từ papabile cũng được sử dụng trong các bối cảnh phi Giáo hội để đề cập đến những ứng cử viên trong các danh sách ngắn, tức là những người trong số những ứng cử viên sẵn có, có nhiều khả năng được bầu hoặc bổ nhiệm vào một vị trí cụ thể.